# علي صوتك (فلم)
علي صوتك (بالفرنسية: Haut et Fort) هو فيلم دراما مغربي إنتاج عام 2021 من إخراج نبيل عيوش. تم اختيار الفيلم للمنافسة على السعفة الذهبية في مهرجان كان السينمائي 2021، ويعتبر أول فيلم مغربي يتم اختياره للمنافسة على السعفة الذهبية منذ عام 1962. تم تصوير الفيلم في حي سيدي مومن وبالضبط في مركز ثقافي شارك المخرج نبيل عيوش في تأسيسه. تم أيضا ترشيح الفيلم من طرف المغرب للمنافسة على جائزة الأوسكار لأفضل فيلم بلغة أجنبية في حفل توزيع جوائز الأوسكار الرابع والتسعون.

## القصة
أنس مغني راب سابق، تم تعيينه للعمل في مركز ثقافي بحي للطبقة العاملة في مدينة الدار البيضاء، يلتقي هناك مجموعة من الشباب لديهم مواهب في التأليف والغناء، وبتشجيع من معلمهم الجديد، سيحاول طلابه تحرير أنفسهم من ثقل التقاليد التي تقييدهم، من أجل عيش شغفهم والتعبير عن أنفسهم من خلال موسيقى الهيب هوب.

## طاقم التمثيل
- أنس بسبوسي
- إسماعيل أدواب
- مريم نقاش
- نهيلة عارف
- عبد الإله بسبوسي
- زينب بوجمعة
- مهدي رزوق
- أمينة كنعان

## روابط خارجية
مقالات تستعمل روابط فنية بلا صلة مع ويكي بيانات